# 포스코 인디아
포스코 인디아 비공개 유한회사(영어: POSCO India Private Limited, 혹은 POSCO India, Posco-India)는 대한민국 대기업 포스코의 인도 자회사이다.
모회사인 포스코는 2005년 6월 오디샤 주 정부와 120 억 달러 규모의 철강 공장을 건설하기 위한 양해각서에 서명했다. 다양한 규제 지연과 논쟁으로 인해 회사가 건설을 시작하지 못했다. 이 양해각서는 2011년 6월에 만료되었으며, 2012년 4월 기준 갱신되지 않았다. 포스코 인디아는 오디샤 외에도 카르나타카 주 및 마하라슈트라 주 주에 프로젝트 사이트를 운영하고 있다.

## 역사
포스코는 2005년 6월 인도 법인을 설립하고 오디샤 주에 철강 공장을 건설하기 위해 양해각서(MoU)에 서명했다. 포스코 인디아는 2005년 8월 1956년 제정된 인도 기업법에 따라 오디샤 주 기업 등록 기관과 함께 포스코에 의해 설립되었다.

### 오디샤
2005년 양해각서에 따르면 포스코는 오디샤 주의 Jagatsinghpur 지역에 투자하여 철강, 광산 철광석 및 기타 광석을 제조하는 통합 공장을 설립하고 오디샤 주에서의 운영에 필요한 인프라를 구축하기로 합의했다. 양해각서는 포스코와 오디샤 주에 대한 다음과 같은 양해 사항을 열거했다.
- 단계적으로 FINEX / BF 플랜트를 구축할 것임. 첫 번째 단계는 두 개의 모듈로 완료되며 총 2,180억 인도 루피(51억 달러)를 투자할 것임. 첫 번째 단계는 연간 600 만 톤의 조강(粗鋼)을 생산하고, 연간 562 만 톤을 완성강(finished steel)으로 생산할 것임. 양해각서는 두 번째 단계를 언급하며, 두 모듈에 걸쳐 완료할 것이며 총 2,150 억 인도 루피 (50 억 달러) 투자를 끌어들이겠다고 했다. 이 두 번째 단계는 플랜트의 생산 능력을 두 배로 늘려, 조강 1년에 1,200 만 톤, 완성강 연 1,110 만 톤으로 늘어나게 할 것이었다.
- 오디샤 주는 개발 파트너가 될 것을 약속했다. 주정부는 포스코에 3 개의 토지 소포를 인수하여 제공하기로 합의했다 : 약 25 에이커 (10 ha) 포스코 인디아가 인도 본부를 설립하기위한 부 바네스와 르의 토지; 약 4,000 에이커 (1,600 ha) 오디 샤 (Odisha 주에서 제철소 설치, 항만 인프라 구축, 석탄 코크스 저장 창고 및 기타 관련 시설 설치; 그리고 포스코가 약 1,500 에이커 (610 ha) 의 도시, 레크리에이션 활동 및 모든 관련 사회 기반 시설을 개발하기 위해 약 2000 에이커의 토지 철강 프로젝트에 인접 / 인접하고 500 에이커 (200 ha) 광산 위치 근처.
- 오디샤 주는 포스코 인디아의 철강 생산에 필요한 공급 및 인프라를 마련하기 위해 인도 중앙 정부와 협력하기로 합의했다. 이러한 공급품에는 물, 전력, 배수 및 하수도, 라이센스, 석탄 및 철광석, 철도 링크 및 고속도로 도로 연결을 위한 허가가 포함되어 있다.
- 포스코 인디아는 빠른 환경 영향 평가 (EIA)를 수행하고 프로젝트에 대한 자세한 EIA 보고서 및 환경 관리 계획 (EMP)을 준비하기로 합의했다. 오디샤 정부는 EIA가 수행되고 EMP가 준비되는 동안 회사가 요청한 지원을 제공하기로 동의했다. Odisha주는 또한 프로젝트의 최소 시간 내에 인도 중앙 정부로부터 모든 환경 승인 및 산림 통관 허가를 확보하기 위해 양해각서에 최선의 노력을 기울이기로 합의했다.

2012년 6월 기준, 논쟁과 규제 지연으로 인해 포스코 인디아의 오디샤 프로젝트가 이 개념을 넘어서는 것을 막을 수 있었다. 포스코는 오디샤 주에 광업 또는 제조업이 없다.

## 논란
포스코 인디아는 2005 양해각서에 서명한 후 즉시 제철소 건설을 시작할 것으로 예상했다. 그러나 사회적, 환경적 논쟁으로 인해 회사는 건설을 시작할 수 없었다.